# 재귀적 자기 개선
재귀적 자기 개선(Recursive self-improvement, RSI)은 초기 또는 취약한 인공 일반 지능(AGI) 시스템이 인간의 개입 없이 자체 능력과 지능을 향상시켜 초지능 또는 지능 폭발로 이어지는 과정이다.
재귀적 자기 개선의 개발은 이러한 시스템이 예상치 못한 방식으로 발전할 수 있고 잠재적으로 인간의 통제나 이해를 뛰어넘을 수 있기 때문에 심각한 윤리적 및 안전 문제를 제기한다. 폭주하는 AI 시스템의 잠재적인 위험 때문에 AI 개발을 일시 중지하거나 속도를 늦추도록 추진하는 많은 지지자들이 있었다.

## 같이 보기
- 기술적 특이점
- 초지능
- 인공 일반 지능